# أندرو جيمس ألين
أندرو جيمس ألين (بالإنجليزية: Andrew James Allen)‏ مواليد 16 يوليو 1987 في واشنطن، الولايات المتحدة، هو ممثل أمريكي بدأ مسيرته الفنية عام 2001.

## الأعمال
- المسحورات
- فلمور
- مالكوم في الوسط
- غريز أناتومي
- القرش
- مونك
- بونز
- إي آر
- سي إس آي: ميامي
- شبح هامس

## وصلات خارجية
- أندرو جيمس ألين على موقع IMDb (الإنجليزية)
- أندرو جيمس ألين على موقع ألو سيني (الفرنسية)
- أندرو جيمس ألين على موقع أول موفي (الإنجليزية)
- أندرو جيمس ألين على موقع قاعدة بيانات الأفلام السويدية (السويدية)
- أندرو جيمس ألين على موقع قاعدة بيانات الفيلم (الإنجليزية)
- أندرو جيمس ألين على موقع كينوبويسك (الروسية)